# Chancelier fédéral d'Autriche
Pour les articles homonymes, voir Chancelier fédéral.
Le chancelier fédéral (en allemand : Bundeskanzler) — le chancelier (Kanzler) en forme courte — est le chef du gouvernement fédéral autrichien.
Il coordonne le travail des ministres et assure la représentation du gouvernement devant le Parlement et l'opinion publique. Son influence politique, dans les coalitions, dépend de la force de son groupe parlementaire.
Actuellement, le chancelier fédéral est Christian Stocker.

## Dispositions institutionnelles

### Nomination
Le chancelier fédéral est nommé, depuis le 7 décembre 1929, par le président fédéral. De droit entièrement libre de son choix, le chef de l'État est, dans les faits, contraint de tenir compte de la composition du Conseil national, la chambre basse du Parlement.

### Durée du mandat
Théoriquement, la durée du mandat du chancelier est illimitée, contrairement au président fédéral (élu pour six ans) ou au Conseil national (élu pour cinq ans depuis 2008, quatre ans auparavant).
Formellement, son mandat est lié à la législature en cours, même s'il débute après son ouverture. Wolfgang Schüssel est ainsi devenu chancelier le 4 février 2000 alors que les élections législatives avaient eu lieu le 3 octobre 1999. Il prend fin après l'ouverture d'une nouvelle : le même Schüssel a été remplacé par Alfred Gusenbauer le 11 janvier 2007, les élections au Conseil national s'étant tenues le 1er octobre 2006.
Le gouvernement assure alors la gestion des affaires courantes jusqu'à la nomination d'un nouveau chancelier et la formation d'un nouveau cabinet.

## Fonctions et compétences

### «Primus inter pares»
À la différence du chancelier fédéral allemand, le chancelier autrichien ne dispose d'aucun pouvoir de direction sur le gouvernement fédéral et les ministres qui le composent : il n'est que primus inter pares. Mais, étant donné que ces mêmes ministres sont nommés et révoqués par le président fédéral sur sa proposition, le chancelier détient une place prééminente dans le système politique autrichien.

### Direction du cabinet
Le chancelier exerce la présidence du gouvernement fédéral. Au moins une fois par semaine, il réunit celui-ci en Conseil des ministres, afin de coordonner l'action des différents départements ministériels. C'est au cours de ces réunions que les ministres présentent des projets de loi. Si le texte recueille le soutien de tous les ministres, il est transmis au Parlement par le chancelier afin qu'il suive la procédure parlementaire d'adoption d'un texte législatif. La promulgation d'une loi requiert, par ailleurs, le contreseing du chancelier.
La puissance du chancelier dépend de plusieurs facteurs : sa personnalité, la force de son parti (facteur renforcé dans le cas d'une coalition gouvernementale, très fréquent en Autriche) et son autorité auprès de son propre parti. Mais pour l'opinion publique, il est le principal responsable de la politique fédérale.

### Remplacement du président fédéral
En cas d'empêchement du président fédéral, le chancelier fédéral assumera ses fonctions pendant 20 jours. Si l'empêchement dépasse ce délai, les trois premiers présidents du Conseil national assument conjointement cette fonction.

### Contreseing
Il contresigne, sauf dispositions contraires, les actes du président fédéral (sans son contreseing ou celui du ministre compétent, l'acte pris par le Président fédéral n'a pas de valeur juridique).

## Empêchement
En cas d'empêchement, ses fonctions sont exercées par le vice-chancelier fédéral. Au cas où le chancelier et le vice-chancelier sont empêchés, le président fédéral confie la représentation à un membre du gouvernement fédéral, généralement le plus ancien, ou s'il y a plusieurs possibilités, au plus âgés de ceux-ci.
Si le chancelier demande à être relevé de ses fonctions, le président fédéral confie l’intérim à un ministre. Si le gouvernement fédéral démissionne ou est renversé par une motion de censure, le président fédéral nomme un ministre sortant comme chancelier dans le cadre du gouvernement fédéral provisoire, tandis que les autres sont maintenus en fonction.

## Sources

## Compléments